# Tenedos parinca
Tenedos parinca là một loài nhện trong họ Zodariidae.
Loài này thuộc chi Tenedos. Tenedos parinca được Rudy Jocqué & Léon Baert miêu tả năm 2002.